# Perenniporia centrali-africana
Perenniporia centrali-africana är en svampart som beskrevs av Decock & Mossebo 2002. Perenniporia centrali-africana ingår i släktet Perenniporia och familjen Polyporaceae.   Inga underarter finns listade i Catalogue of Life.